# 1890 en el cinema

Els deu fotogrames restants de London's Trafalgar Square de Wordsworth Donisthorpe

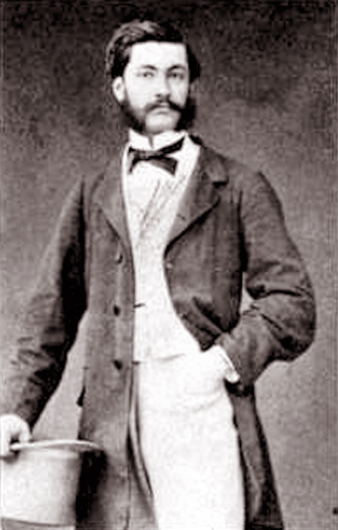
Louis Aimé Augustin Le Prince, 28 d'agost de 1841.

Aquest article és una llista d'esdeveniments sobre el cinema que es van produir durant el 1890.

## Esdeveniments
- Es van desenvolupar les primeres imatges en moviment en pel·lícula de cel·luloide per William Friese Greene, un inventor britànic a Hyde Park, Londres el 1889. El procés es va patentar 1890.
- William Kennedy Dickson completa el seu treball per a Thomas Edison al cilindre quinetògraf en aquest any o el 1889. Monkeyshines No. 1 és la primera pel·lícula rodada amb aquest sistema.

## Pel·lícules
- London's Trafalgar Square,[1] dirigit per William Carr Croft i Wordsworth Donisthorpe.
- Monkeyshines, No. 1 – fonts contradictòries indiquen que es va gravar el juny del 1889 o el novembre del 1890, Monkeyshines, No. 2 i Monkeyshines, No. 3, dirigit per William K. L. Dickson.
- Mosquinha, dirigit per Étienne-Jules Marey.
- Traffic in King's Road, Chelsea, dirigit per William Friese-Greene.

## Naixements
- 10 de gener – Pina Menichelli, Actriu italiana (morta el 1984)
- 30 de gener – Bruno Kastner, Actor alemany (mort el 1932)
- 17 de febrer - Sol Lesser, Productor estatunidenc (mort el 1980)
- 18 de febrer – Adolphe Menjou, Actor estatunidenc (mort el 1963)
- 24 de febrer – Marjorie Main, Actriu estatunidenca (morta el 1974)
- 23 de maig – Herbert Marshall, Actor britànic (mort el 1966)
- 10 de juny – William A. Seiter, cineasta estatunidenc (mort el 1964)
- 14 de juny – May Allison, Actriu estatunidenca (morta el 1989)
- 16 de juny – Stan Laurel, Actor britànic (mort el 1965)
- 18 de juny – Gideon Wahlberg, Actor, guionista i director de cinema suec (mort el 1948)
- 2 d'agost – Marin Sais, Actriu estatunidenca (morta el 1971)
- 27 d'agost – Man Ray, fotògraf i director estatunidenc (mort el 1976)
- 4 de setembre
  - Gunnar Sommerfeldt, Actor i director danès (mort el 1947)
  - Naima Wifstrand, Cantant, actriu, compositora i directora sueca (mort el 1968)
- 6 de setembre – Clara Kimball Young, actriu estatunidenca (morta el 1960)
- 1 d'octubre
  - Alice Joyce, Actriu estatunidenca (morta el 1955)
  - Stanley Holloway, Actor britànic (mort el 1982)
- 2 d'octubre – Groucho Marx, còmic i actor estatunidenc (mort el 1977)

## Defuncions
- c. 16 de setembre – Louis Le Prince, Pioner del cinema francès, director de Roundhay Garden Scene (nascut el 1842)
- c. 21 de desembre – Johanne Luise Heiberg, Actriu danesa, morta als 78 anys (nascuda el 1812)